# Garcia de Resende
Garcia de Resende (Évora, 1470 - Évora, 3 de febrero de 1536) fue un poeta, cronista, músico y arquitecto português.

## Biografía
Se sabe que en 1490 era mozo de la cámara de D. João II (1481-95) y el año siguiente moço de escrevaninha o secretario particular, cargo que ejercía en Alvor, donde murió el soberano. Fue designado secretario-tesorero de la embajada de D. Manuel I (1495-1521) para el papa León X. Los últimos años de su vida los pasó en Évora, donde era propietario.
Como muchos hombres del Renacimiento, Garcia de Resende tenía muchas facetas: trovaba, hacía música y era experto en arquitectura militar.
Algunos historiadores le consideran el iniciador del ciclo dos Castros, porque sus trovas referentes a la muerte de Inés de Castro son el más antiguo documento poético conocido que versa sobre este asunto. Escribió una Miscelánea en redondillas, con una curiosa anotación de personajes y de acontecimientos, nacionales y europeos. Es particularmente conocido por ser el compilador del Cancioneiro Geral publicado en 1516.

## Obras
- Cancioneiro Geral; Vida e Feitos del Rei D. João II.
- Crónica de D.João II (1545).
- Miscelânea e Variedade de Histórias (1554).